# Sidney Salkow
Sidney Salkow (Nova Iorque, Nova Iorque, 16 de junho de 1911 – Valley Village, Califórnia, 18 de outubro de 2000) foi um cineasta norte-americano, especializado em filmes de ação de baixo orçamento.

## Carreira
Apesar de formado em Direito pela Universidade Harvard, Salkow começou sua vida profissional como assisitente de diretor no teatro. Em 1932 foi para Hollywood trabalhar como roteirista e escritor de diálogos. Começou a dirigir produções B em 1936, para a Republic e Universal. A partir de 1940, já na Columbia, foi escalado para os filmes da série The Lone Wolf. Com a experiência adquirida passou para produções mais bem cuidadas, começando com "As Aventuras de Martin Eden" (The Adventures of Martin Eden), baseada em obra do escritor Jack London, e "Sacrifício de Pai" (Flight Lieutenant), ambas de 1942 e estreladas por Glenn Ford.
Salkow quase sempre conseguia fazer um filme parecer mais luxuoso do que o seu orçamento permitia. Exemplo disso são suas películas de capa-e-espada, como "A Sombra da Águia" (Shadow of the Eagle, 1950), O Falcão Dourado (The Golden Hawk, 1952) e "O Corsário dos Sete Mares" (Raiders of the Seven Seas, 1953). Dirigiu westerns pouco inspirados, fez thrillers e ainda dois filmes de terror com Vincent Price, "Nos Domínios do Terror" (Twice-Told Tales, 1963) e "Mortos Que Matam" (The Last Man on Earth, 1964). Trabalhou também na televisão.

## Filmografia
Todos os títulos em português referem-se a exibições no Brasil.
- 1936 Four Days Wonder
- 1937 Girl Overboard
- 1937 Behind the Mike
- 1938 That's My Story
- 1938 Reportagem Noturna (The Night Hawk)
- 1938 Tempestade Sobre Bengala (Storm Over Bengal)
- 1939 Fighting Thoroughbreds
- 1939 Mãe Antes de Tudo (Woman Doctor)
- 1939 A Rua dos Homens Perdidos (Street of Missin Men)
- 1939 A Mulher Desejada (Zero Hour)
- 1939 She Married a Cop
- 1939 Voo à Meia-Noite (Flight at Midnight)
- 1940 Mariposa da Noite (Café Hostess)
- 1940 Escrava dos Deuses (Girl from God's Country)
- 1940 Pérolas Fatídicas (The Lone Wolf Strikes)
- 1940 Noiva da Fatalidade (The Lone Wolf Meets a Lady)
- 1941 O Lobo Entre Lobos (The Lone Wolf Keeps a Date)
- 1941 O Lobo se Arrisca (The Lone Wolf Takes a Chance)
- 1941 Time Out For Rhythm
- 1941 Ditinha É Dengosa (Tillie the Toiler)
- 1942 As Aventuras de Martin Eden (The Adventures of Martin Eden)
- 1942 Sacrifício de Pai (Flight Lieutenant)
- 1943 Cidade sem Homens (City Without Men)
- 1943 Os Meninos de Stalingrado (The Boy from Stalingrad)
- 1946 Fiel À Minha Maneira (Faithful in My Fashion)
- 1947 Renúncia (Millie's Daughter)
- 1947 Bulldog Drummond Detetive (Bulldog Drummond At Bay)
- 1948 Sword of the Avenger
- 1949 Os Dois Lados da Vida (Fugitive Lady)
- 1949 La Rivale Dell'Imperatrice
- 1950 A Sombra da Águia (Shadow of the Eagle)
- 1952 Anjo Escarlate (Scarlet Angel)
- 1952 O Falcão Dourado (The Golden Hawk)
- 1952 Aliança de Sangue (The Pathfinder)
- 1953 O Príncipe Pirata (Prince of Pirates)
- 1953 O Corsário dos Sete Mares (Raiders of the Seven Seas)
- 1953 Alçapão Sangrento (Jack McCall - Desperado)
- 1954 Índio Heróico (Sitting Bull)
- 1955 Covil de Feras (Robbers' Roost)
- 1955 O Cassino da Morte (Las Vegas Shakedown)
- 1955 Agente Internacional (Toughest Man Alive')
- 1956 Não Renegues Teu Sangue (Gun Brothers)
- 1957 O Xerife de Ferro (The Iron Sheriff)
- 1957 Bandoleiros de Durango (Gun Duel in Durango)
- 1957 A Capital do Crime (Chicago Confidential)
- 1960 O Canal da Morte (The Big Night)
- 1963 Nos Domínios do Terror (Twice-Told Tales)
- 1964 Sangue nas Flechas (Blood on the Arrow)
- 1964 Mortos Que Matam (The Last Man on Earth)
- 1964 O Pistoleiro Relâmpago (The Quick Gun)
- 1965 The Murder Game
- 1965 O Grande Massacre (The Great Sioux Massacre)